# Anne-Marie Garat
Anne-Marie Garat (Bordeus, 9 d'octubre de 1946- 26 de juliol de 2022) va ser una novel·lista francesa. Autora d'una vintena de títols, ha obtingut, entre d'altres, el Premi Femina el 1992 per Aden i el Premi Marguerite Audoux el 2000 per Les mal famées. Amb la seva extensa novel·la En mans del diable, va aconseguir la popularitat internacional. En les seves obres abunden les protagonistes femenines, a les quals dota d'especial profunditat psicològica.

## Biografia
Va néixer el 1946 en un barri obrer de Bordeus. A la seva ciutat natal va cursar la llicenciatura en Lletres i posteriorment va obtenir un diploma de postgrau (DEA) en Cinematografia per La Sorbona. Des de llavors va viure a París, on va impartir classes de cinema i fotografia. Sent Jack Lang el ministre de Cultura de França, li va encarregar la tasca d'introduir l'ensenyament del cinema a l'escola.
Va publicar nombroses novel·les, en les quals els personatges femenins tenen una gran importància i són dibuixats amb una psicologia molt fina. Les seves novel·les es desenvolupen amb freqüència en contextos històrics concrets del segle xx, com els anys anteriors a la Primera Guerra Mundial en Dans la maine du diable, la Segona Guerra Mundial en Les mal famées o els anys trenta i l'ascens dels règims totalitaris en la seva novel·la més recent, L'enfant des tènèbres (2008). No obstant això, la voluntat de reconstrucció històrica no exerceix en les seves obres un paper tan essencial com per a situar-les dins del gènere de la novel·la històrica.
El 2008 va publicar una novel·la de marcat to antifeixista, i va prendre una posició pública en contra del que ella considerava una "deriva lliberticida" del govern francès del president Sarkozy, denunciant la sort reservada als immigrants "sense papers", les brutalitats policials i la intimidació a la premsa.
Entre 2007 i 2009 fou presidenta de la Maison des écrivains et de la literature. El 17 de gener de 2014 va ser escollida membre del jurat del Premi Femina, en substitució de Paule Constant, que va dimitir després de ser elegida membre de l'Académie Goncourt.
El seu darrer llibre, Humeur noire, publicat l'any 2021, és alhora un crit d'ira i una reflexió personal sobre el paper de les biblioteques en la restitució de l'esclavitud a través del cas de Bordeus, la seva ciutat natal amb la qual manté relacions turbulentes relacions.
La seva parella fou el lingüista Jean-Claude Chevalier, que va morir el 2018. Garat morir de càncer el 26 de juliol de 20222.
En català, ha sigut publicada per Pagès editors, amb una traducció de Maria Dolors Farreny de Chambre noire per Cambra fosca.

## Obres
- L'homme de Blaye, Flammarion, 1984.
- Voie non classée, Flammarion, 1985.
- L'insomniaque, Flammarion, 1987. Premi François Mauriac, 1987.
- Le monarque égaré, Flammarion, 1989; Seuil, 1996.
- Chambre noire, Flammarion, 1990. Premi Alain-Fournier, 1991.
- Aden, Seuil, 1992. Premi Femina i premi Renaudot dels Estudiants.
- Photos de familles, Seuil, 1994.
- Merle, Seuil, 1996.
- Dans la pente du toit, Seuil, 1998.
- L'amour de loin, Actes Sud, 1998.
- Itsvan arrive par le train du soir, Seuil, 1999. Premi Thyde-Monnier, 1999.
- Les mal famées, Actes Sud, 2000. Premi Marguerite Audoux.
- Nous nous connaissons déjà, Actes Sud, 2003.
- La Rotonde, Actes Sud, 2004.
- Un tout petit coeur, Actes Sud junior, 2004.
- Une faim de loup. Lecture du Petit Chaperon rouge, Actes Sud, 2004.
- Dans la main du diable, Actes Sud, 2006.
- On ne peut pas continuer comme ça, Atelier In8, 2006.
- L'enfant des ténèbres, Actes Sud 2008.
- Hongrie, Actes Sud, 2009.
- Une traversée du siècle 3 Pense à demain, Actes Sud, 2010.
- Photos de familles, Actes Sud, 2011.
- Programme sensible, Actes Sud, 2013.
- La Première Fois, Actes Sud, 2013.
- La Source, Actes Sud, 2015.
- Le Grand Nord-Ouest, Actes Sud, 2018. Premi Franz-Hessel 2018.
- La Nuit atlantique, Actes Sud, 2020.
- Humeur noire, Actes Sud, 2021.